# Светицкое Урочище
Светицкое Урочище — деревня в Смоленском районе Смоленской области России. Входит в состав Сметанинского сельского поселения. Население — 2 жителя (2007 год). 
Расположена в западной части области в 33 км к западу от Смоленска, в 0,5 км южнее автодороги М1 «Беларусь». В 1,5 км восточнее деревни расположена железнодорожная станция Велино на линии Москва — Минск. 

## История
В годы Великой Отечественной войны деревня была оккупирована гитлеровскими войсками в июле 1941 года, освобождена в сентябре 1943 года. 